# Freddy Antonio de Jesús Bretón Martínez
Freddy Antonio de Jesús Bretón Martínez (ur. 15 października 1947 w Licey) – dominikański duchowny katolicki, arcybiskup Santiago de los Caballeros od 2015 do 2023. 

## Życiorys
Święcenia kapłańskie otrzymał 10 września 1977 i został inkardynowany do diecezji Santiago de los Caballeros. Był m.in. diecezjalnym duszpasterzem młodzieży oraz pracownikiem diecezjalnego seminarium (pełnił w nim funkcje wychowawcy, wykładowcy, ojca duchownego i wicerektora).
6 sierpnia 1998 papież Jan Paweł II mianował go ordynariuszem diecezji Baní. Sakry biskupiej udzielił mu 19 września 1998 kardynał Nicolás de Jesús López Rodriguez.
23 lutego 2015 papież Franciszek mianował go arcybiskupem metropolitą Santiago de los Caballeros. Ingres odbył się 18 kwietnia 2015.
W 2020 został wybrany przewodniczącym Konferencji Episkopatu Dominikany.
7 października 2023 papież Franciszek przyjął jego rezygnację z urzędu arcybiskupa Santiago de los Caballeros